# God of War: Ascension
God of War Ascension（ゴッド・オブ・ウォー　アセンション）とは、米国のソニー・コンピュータエンタテインメント（SCE）が開発したプレイステーション3用アクションゲームでゴッド・オブ・ウォーシリーズの4作目にあたる。日本では2013年3月14日に発売された。

## 概要
米国の大人気ゲーム、ゴッド・オブ・ウォーシリーズの4作目として発売された。今作ではシリーズ初のマルチプレイができるようになった。クレイトス(プレイヤー)は4人の神々（ゼウス・アレス・ポセイドン・ハデス）との契約によりそれぞれの力を使い分ける。
又、グラフィックも前作はPS3史上類を見ないほどのクオリティだったが今作ではさらにグラフィックがアップしている。尚、これまでの作品の中で唯一アテナ・タイタン族・ミノタウロス・アンデッドレジオネアが登場しない作品でもある。

## あらすじ
自分たちが罪人と見做した者だけに報復する復讐の女神達。ゼウスは彼女たちを恐れるどころか、むしろ誓約の番人として役立てた。
クレイトスもまた誓約の裏切り者として女神達にその身を狙われることになる。正気を失い拷問に曝され、居場所も分からない。ふと気が付くと彼女達の蜘蛛の巣に蝿のように捕らえられていた。そこへどこからともなく復讐の女神の一人、メガエラが現れる。クレイトスを更に痛めつけようとするメガエラだったが、隙を見つけた彼から思わぬ反撃にあい脱出を許してしまう。逃げるメガエラを追いかけて外に出ると、そこはヘカトンケイレスのアイガイオーンの体その物を牢獄として、誓約を破った罪人を閉じ込める要塞だった。怒り狂うメガエラは自らが生み出した寄生虫で囚人たちやアイガイオーンを操って襲い掛かるも、それ等を尽く打ち破ったクレイトスは彼女を殺害することに成功、彼女の懐にあった宝石に気が付き、その宝石を手に入れることとなる記憶を思い出すのだった。
3週間前、クレイトスは幻影に悩まされていた。手に取ったはずの物がなく、現実と幻の区別がつかない危険な状態になっていたが、そこに影の男が現れ、幻影を破るために思い出の品を手渡す。しかし男の力では完全に幻影を取り去ることはできないため、彼の言葉に従い幻影を破るためにデルファイにいるオラクルのアレティアに会いに行くことになる。デルファイの寺院へと辿り着いたクレイトスは、そこで寺院を支配していた預言者カスターとポラックスを打ち倒し、ウロボロスの宝石を入手する。その力で道を切り開きアレティアに会うことができたものの、すでに復讐の女神たちによって力の源である眼を抉り出され、
先ほどのカスターとの戦いに巻き込まれた彼女は虫の息であった。死ぬ間際にアレティアは影の男は復讐の女神の息子であるオルコスであること、幻影を打ち破る「真実の眼」はデロス島のランタンに隠されていることを言い残した。
その言葉に従いクレイトスはデロス島を目指すことになり、道中オルコスから事の真相を伝えられる。
時間は戻りメガエラを倒した直後のクレイトスは、誓約を破るためにも復讐の女神を倒すことを再確認、様々な幻影を見せて惑わせにかかるティーシフォネーとの戦いの末、ダイモーンの体内からとある宝石を取り戻し、それを手に入れた経緯を思い出す。
2週間前、デロス島に到着したクレイトスはランタンを目指し、アルキメデスが作ったアポロ像の中を登っていくが、彼の前にティーシフォネーとメガエラが立ちはだかる。激闘の末に彼女たちを倒したかに見えたが、その隙にランタンは海へ沈められ、自身もアレークトーに捕らえられてしまう。だが駆け付けたオルコスに助けられ逃げおおせたクレイトスは、そこで彼から誓約の石を託され、影の力を使うことができるようになる。これらの宝石の力を駆使してランタンを海から引き上げることに成功したクレイトスはランタンの中へと辿り着き、復讐の女神の力に守られた神殿内で仕掛けを解き、かつて女神たちがアレティアから抉り出した「真実の眼」を入手する。だが帰還すると、復讐の女神達が勢揃いしており、オルコスも捕らわれていた。何とか立ち向かおうとするクレイトスだったが、ダイモーンに誓約の石を奪われ、再びアレークトーの力によって拘束され、そのままヘカトンケイレスの牢獄に運ばれてしまうのだった。
時は戻り、ダイモーンから誓約の石を取り戻した後、復讐の女神の砦にあるアレークトーの部屋に辿り着いたクレイトス。アレークトーは妻子の幻影を見せてクレイトスを惑わし、望み通りの幻影を楽しませてやると取引を持ちかけるが、クレイトスは拒絶しあくまで戦うことを選択、彼女に奪われていた真実の眼を取り戻す。激昂したアレークトーは魔獣カリュブディスに変身、ティーシフォネーも多種多様な幻影を駆使してクレイトスに襲い掛かるも、死闘の末、遂にクレイトスは二人を撃ち滅ぼす。
戦いが終わり、故郷スパルタにある自宅に戻ってきたクレイトスだったが、現れたオルコスからアレスとの誓約はまだ結ばれたままであることを明かされる。捕らえられている間にアレークトーに再び誓約の番人にされてしまったオルコスが生きている限り、アレスとの誓約は破棄されないのだ。お互いが救われるには自分が死ぬしかないと言うオルコスは、自身の短剣をクレイトスに手渡し、自らを殺めさせたことで遂に誓約は断ち切られた。だが代償として、クレイトスにはアレスに惑わされ妻と娘を殺した記憶が蘇る。アレスへの復讐を決意したクレイトスは自らの家を焼いてオルコスを弔うと、贖罪の旅へと出るのだった。

## 登場人物
クレイトス
声：玄田哲章
シリーズを通しての主人公。妻子を殺害した軍神「アレス」への復讐を誓うスパルタの戦士。
今作はまだ「スパルタの亡霊」の二つ名で呼ばれる前の物語で、後の時代を描いた作品で見られる惨忍残虐な姿はまだなく、一人の人間として描かれている。
オルコス
声：川島得愛
アレスとアレークトーの息子で、クレイトスの誓約の番人。体には神々との誓約を具現化させた琥珀のような石が埋め込まれている。
クレイトスに課せられた理不尽な誓約に疑念を抱いたことから、両親がオリュンポスの神々への謀反を計画していることを知り、それを阻止するためクレイトスを助けようと尽力する。
メガエラ
声：田村聖子
復讐の女神の一人。嫉妬を司る者。蜘蛛の脚を思わせる触手を背中から4本生やしており、胸部に無数に開いた穴からに寄生虫を生み出し、他の生き物に寄生させて様々な怪物を作り出す。
デロス島での戦いでクレイトスに右腕を斬り落とされ、彼を激しく憎んでいる。
ティーシフォネー
声：勝生真沙子
復讐の女神の一人。殺戮を司る者。修道女を思わせる風貌をしている。幻影を駆使し、精神的に追い詰める戦法を得意としている。戦闘時は、怪鳥ダイモーンを召喚し戦う。
アレークトー
声：深見梨加
復讐の女神の女王で、怒りを司る者。踊り子を思わせる風貌をしており、暗黒魔法を操り誓約の裏切り者を捕らえる。戦闘時は魔獣カリュブディスに変身しクレイトスと戦う。
かつては正義感の強い人物だったが、アレスと関係を持ってからは彼の思想に染まり、共にゼウスへの謀反を計画する。
アレティア
声：佐藤しのぶ
デルファイのオラクルで、物語の鍵を握る人物の一人。
かつてオルコスと協力して復讐の女神たちの謀反を阻止しようとするも、自身の目を抉り出された挙句、デルファイの寺院へと幽閉されている。
カスターとポラックス
声：藤真秀(カスター) ／ 山路和弘(ポラックス)
アレティアに仕える双子の預言者。結合双生児で、全身が存在する大柄な男がカスター、カスターの胴体に融合している上半身右側しかない小柄な男がポラックス。
復讐の女神たちから盲目となったアレティアの監視を命じられ、以降はデルファイを支配して参拝者に高価な貢物を要求するなど贅沢の限りを尽くした。老人だがアレティアから盗んだウロボロスの宝石の力を借りて若返り、クレイトスと戦う。
アイガイオーン
無数の腕を持つ巨人ヘカトンケイレスの一人。ゼウスと誓約を交わしたことで自由を手にするも、後に彼を裏切ったことで復讐の女神たちに最初の裏切り者として捕らえられ、見せしめとして生きたまま彼女たちの要塞に変えられてしまった。
メガエラは彼の腕に自らの寄生虫を寄生させ、クレイトスの前に立ちはだかる。
ヘカトンケイレスの書記
神々との誓約を破り復讐の女神に捕らえられた最初の人間。アイガイオーンの牢獄に数十年捕らえられてきたが、ここで起きた出来事を細かく記録してきたことで女神たちの狂気に踏まれずに済んでいた。
アルキメデス
かつて誓約を交わしたアポロのために巨大な彫像をデロス島に建設する発明家。
現在は復讐の女神たちによって島が支配されたことで、像も崩壊してしまっている。
名も無き戦士
声：てらそままさきほか
アイガイオーンの牢獄に捕らえられていた戦士で、マルチプレイでの主人公。オリュンポスの神々に対して強い信仰心をもつ。
クレイトスとアイガイオーンの戦いに巻き込まれるも、神々によって救われ、彼らに仕えることになる。
アレス
声 - 谷昌樹
クレイトスの運命を狂わせた戦神で、オルコスの実父。風貌は過去作とは若干の違いがある。
マルチプレイで彼を選択すると、物理攻撃に秀でた能力と炎の魔法を獲得できる。
ゼウス
声 - 小島敏彦
オリュンポスの神々を統べる王。世界の支配者となった際に復讐の女神たちを「誓約の番人」に任命し、自身との誓いを破ったアイガイオーンを捕らえさせた。
マルチプレイで彼を選択すると、魔法攻撃に秀でた能力と雷の魔法を獲得できる。
ポセイドン
声 - 緒方賢一
ゼウスの次兄で海の神。風貌は第1作目に近いデザインとなっている。
マルチプレイで彼を選択すると、防御やチームサポートに秀でた能力と氷の魔法を獲得できる。
ハデス
声 - 木村雅史
ゼウスの長兄で、冥界を支配する神。
マルチプレイで彼を選択すると、ステルスや回復に特化した能力と魂の魔法を獲得できる。
ナレーション
声 - 鈴木れい子(シングルプレイ)／大川透(マルチプレイ)

## ゲームシステム
ブレイズ・オブ・カオス
クレイトスが軍神アレスとの誓約の際に授かった武器。双剣の柄に鎖が付き、鎖を伸ばし遠くの敵を引き寄せることができる。
本作では以下の4種類の属性によって攻撃スタイルを変化させることが出来る。
アレスの炎
【レイジ】レイジ・オブ・アレス
【魔法】デストラクション・オブ・アレス
軍神アレスとの誓約により与えられる炎の魔法。
魔法は大爆発を起こさせ周囲の敵にまとめて大ダメージを与える「デストラクション・オブ・アレス」。
ポセイドンの氷
【レイジ】インムーバル・ブラスト
【魔法】アイ・オブ・ザ・ストーム
海神ポセイドンとの誓約により与えられる氷の魔法。ポセイドンの冷たい息を召喚し敵の防御を崩し、敵を凍らせる。
ゼウスの雷
【レイジ】ブライディング・レイジ
【魔法】ラース・オブ・ゼウス
雷神ゼウスとの誓約により与えられる雷の魔法。敵にダメージを与えると一定時間無防備になりさらにダメージを与えられる。
又、コンボを繋げて攻撃を続けると上空から雷が飛来し、周囲の敵にダメージを与えることができる。
ハデスの魂
【レイジ】ハデスの軍勢
【魔法】ハデス・トーメント
冥神ハデスとの誓約により与えられる魂の魔法。冥界の力を解放し、魂で敵にダメージを与える。
この状態で敵を倒すと、グリーンオーブが出現し体力を回復できる。
ウロボロスの宝石
【魔法】サーデン・ディスティニー
カスターとポラックスがアレティアから盗んだ、代々デルファイのオラクルに受け継がれてきた宝石。2人を倒した後はクレイトスの手に渡ることになる。時間を操る能力を持ち、敵の動きを鈍らせたり、建築物を崩壊・再生させることが出来る。
デロス島での戦いでメガエラに奪われていたが、彼女とアイガイオーンとの戦いの後に取り戻すことになる。
オルコスの誓約の石
【魔法】シャドウ・ランページ
クレイトスがオルコスから授かった石。使用すると分身体が出現し、攻撃や仕掛けの手伝いをしてくれる。
デロス島での戦いでダイモーンに飲み込まれてしまうが、アイガイオーンの牢獄での戦いで取り戻すことになる。
サブウエポン
本作ではステージに落ちていたり、サテュロスなどの雑魚敵から奪うなどしてサブウエポンを使用することになる。
使用できるのは剣・棍棒・ジャベリン・スリング・盾の5種類。

## マルチプレイ
今作ではシリーズ初のオンライン・マルチプレイが搭載された。プレイヤーは忠誠を誓う神を選び、その力を受け取る。1人～8人プレイ。